# Sonja Newcombe
Sonja Elizabeth Newcombe (ur. 7 marca 1988 r. w Lake Arrowhead) – amerykańska siatkarka, reprezentantka kraju, grająca na pozycji przyjmującej. 

## Sukcesy klubowe
Mistrzostwo Portoryko:
- 2012

Klubowe Mistrzostwa Ameryki Południowej:
- 2018

Mistrzostwo Brazylii:
- 2018

Puchar CEV:
- 2019

Mistrzostwo Rumunii:
- 2019

Puchar Rumunii:
- 2019

## Sukcesy reprezentacyjne
Volley Masters Montreux:
- 2014

Puchar Panamerykański:
- 2017
- 2014